# Lutetiumoxyorthosilicat
Lutetiumoxyorthosilicat (LSO) ist eine Silicium-Sauerstoff-Verbindung des Lutetiums.
Mit Cer dotiert eignet es sich als Szintillatormaterial für den Nachweis von Gammastrahlen. LSO wurde Anfang der 1990er-Jahre entwickelt und hat seitdem  bei vielen heute erhältlichen Positronen-Emissions-Tomographie-Systemen (PET) die bis dahin verwendeten Szintillatoren Bismutgermanat (BGO) und Gadoliniumoxyorthosilicat (GSO) verdrängt. Der Brechungsindex ist 1,82, der lineare Schwächungskoeffizient µ beträgt 0,87 cm−1 und die Zeitkonstante für das Abklingen einer Szintillation ist 40 ns. Der u. a. von Kernladungszahl und Wirkungsquerschnitt abhängige Photoeffektanteil µr bei Photonen einer Energie von 511 keV beträgt 34 %. LSO-Kristalle haben eine trigonale Kristallstruktur und eine Mohshärte von 5,8. Lutetiumoxyorthosilicat kristallisiert im monoklinen Kristallsystem, Raumgruppe C2/c (Raumgruppen-Nr. 15), mit den Gitterparametern a = 14,28 Å, b = 6,640 Å, c = 10,25 Å und β = 122,2°. Die Struktur enthält isolierte O2−- und SiO44−-Ionen.

## Vergleich mit BGO
Die sehr kurze Zeitkonstante von 40 ns gegenüber 300 ns bei BGO ermöglicht bei der Positronen-Emissions-Tomographie kleinere Koinzidenzfenster und damit höhere Zählraten als dies bei sonst gleichem Gerätedesign möglich wäre. Außerdem ist die bei der Szintillation erzeugte Lichtmenge größer als bei BGO. Der lineare Schwächungskoeffizient µ, und damit das Bremsvermögen, ist jedoch geringer als der von BGO (0,87 cm−1 vs. 0,96 cm−1), so dass die Sensitivität für Gammaquanten etwas geringer ausfällt. Das Detektormaterial LSO ist außerdem erheblich teurer als BGO und besitzt zudem eine intrinsische Radioaktivität.